# Xenimpia burgessi
Xenimpia burgessi là một loài bướm đêm trong họ Geometridae.